# Sitanang
Sitanang is een bestuurslaag in het regentschap Lima Puluh Kota van de provincie West-Sumatra, Indonesië. Sitanang telt 3447 inwoners (volkstelling 2010).